# Adams Division
Adams Division var en av fyra divisioner i den nordamerikanska ishockeyligan National Hockey League (NHL) där den tillsammans med först Norris Division (1974/75–1980/81) och sen Patrick Division (1981/82–1992/93) bildade Prince of Wales Conference.
Två gånger blev lag från "Adams" Stanley Cup-mästare, och båda gångerna var det Montreal Canadiens som vann, 1986 och 1993.
Adams Division bildades inför säsongen 1974/1975, då "East Division" bytte namn till "Prince of Wales Conference". Från början innehöll Adams Division de fyra klubbar Boston Bruins, Buffalo Sabres, California Golden Seals och Toronto Maple Leafs. Inför säsongen 1979/1980 utökades divisionen med ett femte lag, Quebec Nordiques, när ett av de fyra före detta WHA-lagen placerades i divisionen. Inte förrän sista säsongen (1992/1993) tillkom ett sjätte, Ottawa Senators. De sex lag som spelade i Adams Division sista säsongen var:
- Boston Bruins
- Buffalo Sabres
- Hartford Whalers
- Montreal Canadiens
- Ottawa Senators
- Quebec Nordiques

## Divisionsmästare
Divisionsmästare blev det lag som vann sin division under NHL:s grundserie
| - 1975: Buffalo Sabres - 1976: Boston Bruins - 1977: Boston Bruins - 1978: Boston Bruins - 1979: Boston Bruins | - 1980: Buffalo Sabres - 1981: Buffalo Sabres - 1982: Montreal Canadiens - 1983: Boston Bruins - 1984: Boston Bruins - 1985: Montreal Canadiens - 1986: Quebec Nordiques - 1987: Hartford Whalers - 1988: Montreal Canadiens - 1989: Montreal Canadiens | - 1990: Boston Bruins - 1991: Boston Bruins - 1992: Montreal Canadiens - 1993: Boston Bruins |

## Adams Division-titlar
- 9: Boston Bruins
- 5: Montreal Canadiens
- 3: Buffalo Sabres
- 1: Hartford Whalers
- 1: Quebec Nordiques

## Stanley Cup-mästare från Adams Division
- 1985/1986 - Montreal Canadiens
- 1992/1993 - Montreal Canadiens

## Lagen som spelade i Adams Division
| 1974/75                 | 1975/76 | 1976/77          | 1977/78 | 1978/79               | 1979/80          | 1980/81 | 1981/82            | 1982/83 | 1983/84 | 1984/85 | 1985/86 | 1986/87 | 1987/88 | 1988/89 | 1989/90 | 1990/91 | 1991/92 | 1992/93 |
| ----------------------- | ------- | ---------------- | ------- | --------------------- | ---------------- | ------- | ------------------ | ------- | ------- | ------- | ------- | ------- | ------- | ------- | ------- | ------- | ------- | ------- |
| Boston Bruins           |         |                  |         |                       |                  |         |                    |         |         |         |         |         |         |         |         |         |         |         |
| Buffalo Sabres          |         |                  |         |                       |                  |         |                    |         |         |         |         |         |         |         |         |         |         |         |
| California Golden Seals |         |                  |         |                       |                  |         |                    |         |         |         |         |         |         |         |         |         |         |         |
|                         |         | Cleveland Barons |         |                       |                  |         |                    |         |         |         |         |         |         |         |         |         |         |         |
|                         |         |                  |         |                       |                  |         | Hartford Whalers   |         |         |         |         |         |         |         |         |         |         |         |
|                         |         |                  |         | Minnesota North Stars |                  |         |                    |         |         |         |         |         |         |         |         |         |         |         |
|                         |         |                  |         |                       |                  |         | Montreal Canadiens |         |         |         |         |         |         |         |         |         |         |         |
|                         |         |                  |         |                       |                  |         |                    |         |         |         |         |         |         |         |         |         |         | Ottawa  |
|                         |         |                  |         |                       | Quebec Nordiques |         |                    |         |         |         |         |         |         |         |         |         |         |         |
| Toronto Maple Leafs     |         |                  |         |                       |                  |         |                    |         |         |         |         |         |         |         |         |         |         |         |

- Boston Bruins mellan 1974 och 1993
- Buffalo Sabres mellan 1974 och 1993
- California Golden Seals mellan 1974 och 1976
- Cleveland Barons mellan 1976 och 1978
- Hartford Whalers mellan 1981 och 1993
- Minnesota North Stars mellan 1978 och 1981
- Montreal Canadiens mellan 1981 och 1993
- Ottawa Senators mellan 1992 och 1993
- Quebec Nordiques mellan 1979 och 1993
- Toronto Maple Leafs mellan 1974 och 1981